# Sara Milthers
Sara Corfixsen Milthers (14 de enero de 2002) es una deportista danesa que compite en piragüismo en la modalidad de aguas tranquilas.
Ganó dos medallas en el Campeonato Europeo de Piragüismo, en los años 2021 y 2022. En los Juegos Europeos de Cracovia 2023 consiguió una medalla de bronce en la prueba de K4 500 m.
Participó en los Juegos Olímpicos de Tokio 2020, ocupando el octavo lugar en la prueba de K4 500 m.

## Palmarés internacional
| Juegos Europeos    | Juegos Europeos    | Juegos Europeos   | Juegos Europeos |
| Año                | Lugar              | Medalla           | Competición     |
| ------------------ | ------------------ | ----------------- | --------------- |
| 2023               | Cracovia (Polonia) | Medalla de bronce | K4 500 m        |
| Campeonato Europeo |                    |                   |                 |
| Año                | Lugar              | Medalla           | Competición     |
| 2021               | Poznań (Polonia)   | Medalla de bronce | K4 500 m        |
| 2022               | Múnich (Alemania)  | Medalla de plata  | K4 500 m        |